# 黄金档剧场 (央视一套)
黄金档剧场，曾称特约剧场或第一特约剧场，是中国中央电视台综合频道的一个晚间电视剧时段，是中国覆盖面最广、收视人数最多的电视剧场，目前为每晚20:00-22:00，连续播放两集电视剧，如遇周末综艺节目或特备节目、纪录片则暂停播出。播出内容以主旋律正剧为主，也会播放部分都市、历史、家庭题材的国产电视剧。

## 片头
曾于1993年至2018年间使用飞天奖奖杯作为片头，2018年之后则无片头。